# Placówka Straży Granicznej II linii „Inowrocław”
Placówka Straży Granicznej II linii „Inowrocław” – jednostka organizacyjna Straży Granicznej pełniąca służbę wywiadowczą na granicy polsko-niemieckiej w okresie międzywojennym.

## Formowanie i zmiany organizacyjne
Rozporządzeniem Prezydenta Rzeczypospolitej Polskiej Ignacego Mościckiego z 22 marca 1928 roku, do ochrony północnej, zachodniej i południowej granicy państwa, a w szczególności do ich ochrony celnej, powoływano z dniem 2 kwietnia 1928 roku  Straż Graniczną.
Rozkazem nr 3 z 25 kwietnia 1928 roku w sprawie organizacji Wielkopolskiego Inspektoratu Okręgowego dowódca Straży Granicznej gen. bryg. Stefan Pasławski  określił strukturę organizacyjną komisariatu SG „Lubasz”. 
W 1930 roku komisariat w Lubaszu został zlikwidowany. Rozkazem nr 11 z 9 stycznia 1930 roku  o reorganizacji Wielkopolskiego Inspektoratu Okręgowego komendant Straży Granicznej płk Jan Jur-Gorzechowski ustalił numer, nową nazwę i organizację komisariatu „Czarnków”. Nowo utworzony komisariat Straży Granicznej numer 2/9 „Czarnków” powstał na podstawie rozkazu Wielkopolskiego Inspektoratu Okręgowego nr 4/30. Placówka Straży Granicznej II linii „Inowrocław” znalazła się w jego strukturze.